# Georges-Gilbert Baongla
Georges-Gilbert Baongla é um empresário, ex-chefe de imprensa e político nos Camarões. Foi fundador e ex-presidente do Partido Republicano (em francês:  Parti républicain). Também alega ser o primeiro filho de Paul Biya.

## Biografia
Georges-Gilbert Baongla é filho de Elisabeth Baongla. Ela foi parteira e próxima de Jeanne-Irène Biya quando Paul Biya era primeiro-ministro. A criança, ao nascer, teria sido entregue como afilhado a Paul Biya.
Criou o órgão de imprensa Le Démenti e recruta jovens, incluindo Jean-Pierre Amougou Belinga. Eles se separaram por causa de divergências sobre a divisão do dinheiro ganho com os publicitários. Posteriormente, Georges-Gilbert Baongla frequentou sessões de imprensa onde acusou sem filtros personalidades e ex-colaboradores e denunciou vários abusos.

### Processos judiciais e prisão
Em 7 de Abril de 2007, foi preso por transmitir imagens obscenas e acusar um ministro de homossexualidade nos Camarões. Ele pega seis meses de prisão em Kondengui e uma multa de 500.000 francos CFA. Isto está a acontecer num momento em Yaoundé onde, através dos meios de comunicação social,  Baongla e Amougou Belinga insultam-se e acusam-se mutuamente de várias práticas sexuais e moléstias.
Em Junho de 2019, Baongla foi condenado a 25 milhões de francos CFA e a dois anos de prisão na sequência de denúncias, incluindo a de Jean Pierre Amougou Belinga, de quem foi mentor.
Em janeiro e junho de 2020, o seu pedido de libertação foi recusado. Substituído inicialmente como chefe do seu partido por Morgan Balmer, este último deixou o Partido Republicano para fundar o seu próprio partido, o MP3.